# Pseudostellaria sylvatica
Pseudostellaria sylvatica là loài thực vật có hoa thuộc họ Cẩm chướng. Loài này được (Maxim.) Pax miêu tả khoa học đầu tiên năm 1934.